# Vật ký sinh cỡ nhỏ
Vật ký sinh cỡ nhỏ (tiếng Anh: microparasite) là vật ký sinh có kích thước hiển vi. Đối ngược với vật ký sinh cỡ lớn (macroparasite), có thể nhìn thấy bằng mắt thường. Vi khuẩn, virus, động vật nguyên sinh và nấm là những ví dụ về vật ký sinh cỡ nhỏ.